# Psectra graeffei
Psectra graeffei är en insektsart som först beskrevs av Brauer 1867.  Psectra graeffei ingår i släktet Psectra och familjen florsländor. Inga underarter finns listade i Catalogue of Life.